# Franklin Clinton
Franklin Clinton is een hoofdpersoon in het computerspel GTA V, naast Michael Townley (De Santa) en Trevor Philips.
Franklin wordt ingesproken door Shawn Fonteno hij is de neef van Young Maylay, die Carl Johnson speelde in een ander spel uit de spelserie, Grand Theft Auto: San Andreas.

## Verhaal
Franklin werd geboren en woonde zijn hele leven in Los Santos. Hij werd op jonge leeftijd een "gangbanger" en sloot zich aan bij "The Families" samen met zijn beste vriend Lamar Davis, waarbij hij verschillende kleine misdaden pleegde voor de kost. Franklins verhaal draait om zijn verlangen om iets meer te worden en iets van zichzelf te maken, waarin hij slaagt wanneer hij Michael ontmoet, die een mentorfiguur voor hem wordt en hem rekruteert in al zijn overvallen en verschillende banen voor andere criminelen, wat leidt tot Franklins uiteindelijke succes en rijkdom. Franklin raakt ook bevriend met de derde hoofdpersoon, Trevor, die, hoewel niet zo dicht bij hem als Michael, enigszins een mentor voor hem wordt.